# Âme sœur
L’âme sœur est un concept qui évoque une compatibilité amoureuse qui serait parfaite entre deux individus. L'expression, passée dans le langage courant, a des définitions variables qui ramènent toutes à l'idée selon laquelle ces individus ont pour destin de constituer un couple.

## Origine, définition et usages du concept
Le terme, traditionnellement employé pour parler d’une relation très complémentaire, est repris par divers courants New Age dans le sens d’âmes prédestinées à se rencontrer.
Une théorie des âmes sœurs peut être trouvée dans Le Banquet de Platon : les êtres humains, à l’origine, auraient été constitués de quatre bras, quatre jambes et d’une seule tête à deux visages. Zeus, qui aurait craint leur pouvoir, les aurait coupés en deux, les condamnant à passer le reste de leur existence à rechercher la part manquante.
Ce mythe de l'androgyne originel est également l'une des interprétations du second récit de la création de la femme dans la Genèse. Selon Ramban, chacun des partenaires séparés aspire à retrouver la présence de l'autre, dont il a gardé la marque, dans sa chair comme dans son âme.
Selon la Théosophie et par la suite dans les thèses d’Edgar Cayce, Dieu aurait créé des âmes androgynes. L’âme se diviserait plus tard en deux sexes. Au fil des réincarnations, les deux âmes se retrouveraient.
Le terme est parfois utilisé de manière ironique ou comme une allégorie pour désigner les interactions fusionnelles entre êtres humains ou dans la nature. L'expression est également abondamment employée, à des fins commerciales, par les agences matrimoniales et les sites Internet de rencontres.
En Chine, le terme « tàijí tú » rappelle que les concepts d'âme et de sororité sont liés, se succèdent mutuellement et que l'un existe grâce à l'autre : c'est là tout le principe du Yin et Yang. Dans la mythologie chinoise l'expression tiān shēng yí duì signifie « un couple choisi par les Cieux » ; à la naissance, maris et femmes sont tous reliés avec un fil rouge par un dieu qui s'occupe de former les relations prédestinées. Dans le conte Li Fuyan Xu’xuan’guai’lu (écrit sous la Dynastie Tang), le Dieu raconte : « Peu importe si tous les deux sont ennemis ou que l’un soit riche et l’autre pauvre ou qu'ils vivent dans les deux coins les plus éloignés du monde. Une fois que ce fil rouge les lie ensemble, ils ne peuvent pas désobéir à leur destinée. »
D'après des légendes juives, 46 jours après la conception d'un garçon, Dieu désigne celle à qui il est destiné : cette âme sœur est nommée bashert, c'est-à-dire destin. Marc Levy l'évoque dans Sept jours pour une éternité... : « Le Bachert est la personne que Dieu t'a destinée, elle est l'autre moitié de toi-même, ton vrai amour ».
(Forme philosophique)

## Biologie
Le mythe de l'androgyne humain originel côtoie le constat d'espèces hermaphrodites (à la fois mâles et femelles) dans la nature :
- Dans le monde animal, on connait plusieurs cas d'hermaphrodisme soit simultané (escargot, lombric) soit successif ou séquentiel. Il s'agit de mollusques, mais aussi de vertébrés (tels poisson-clown, mérou, certains batraciens ou reptiles) pour l'hermaphrodisme successif.
- Dans de nombreuses espèces de plantes, un même organisme porte des organes de reproduction femelles et mâles.

## Dans la culture populaire
- L'Âme-sœur (Höhenfeuer), film de Fredi Murer, 1985 ;
- L'Âme-sœur, film de Jean-Marie Bigard, 1999 ;
- L'Âme-sœur, film d'Olivier Chrétien, 1999 ;
- L'Âme Sœur (Gray Matters), film de Sue Kramer, 2006 ;
- Les Âmes sœurs, roman de Valérie Zenatti, 2010 ;
- L'Âme-sœur, émission de télévision québécoise.
- Your Name., film d'animation de Makoto Shinkai.

### Sources et bibliographie
- Denis de Rougemont, L’Amour et l’Occident, 10/18, 1972.
- Francesco Alberoni, Le Choc amoureux, Ramsay, 1981.
- Anne Teachworth, Comment trouver l’âme sœur et la garder